# Saoko
Saoko è un singolo della cantante spagnola Rosalía, pubblicato il 4 febbraio 2022 come secondo estratto dal terzo album in studio Motomami.

## Antefatti
La cantante ha parlato per la prima volta di Saoko nel novembre 2021, durante un'intervista con Diego Ortiz per la rivista Rolling Stone in cui discuteva il processo di realizzazione dell'album Motomami. In quell'occasione, ha rivelato che Saoko sarebbe stata anche la traccia di apertura del disco. Un'anteprima di un minuto del brano è stata diffusa sulla piattaforma TikTok il 29 dicembre 2021.
Il 31 gennaio 2022 Rosalía ha svelato la copertina ufficiale di Motomami, confermando anche la pubblicazione di un nuovo brano prevista per il 4 febbraio seguente. Oltre a Saoko, la cantante aveva anche reso disponibili le anteprime di altre due tracce, ovvero Candy e Hentai. La conferma che la scelta fosse ricaduta su Saoko è avvenuta il 2 febbraio, in concomitanza con la pubblicazione di un teaser del relativo videoclip musicale.

## Descrizione
Prima pubblicazione solista di Rosalía dai tempi di Dolerme (2020), Saoko è un brano sperimentale, con elementi industrial e reggaeton, che contiene interpolazioni tratte dall'omonimo brano del rapper portoricano Wisin. È eseguita attraverso l'utilizzo di sintetizzatori pesanti, un pianoforte distoccato e una batteria tradizionale reggaeton, contenendo anche un interludio jazz d'avanguardia della durata di dieci secondi che è stato paragonato a The Sound of Latin Music (1974) di Eddie Palmieri. Descritta dalla critica specializzata come «bizzarra, industriale e psicotica», la traccia trae ispirazione dagli album The Downward Spiral dei Nine Inch Nails (1994) e Yeezus di Kanye West (2013), che Rosalía ha menzionato come modelli di ispirazione artistica, così come la musicista Arca, con cui ha precedentemente lavorato al singolo KLK.
In un'intervista concessa a Clash, Rosalía ha spiegato che «ogni frase è un'immagine di trasformazione. Celebrare la trasformazione, celebrare il cambiamento. Celebrando il fatto che sei sempre te stesso anche se sei in costante trasformazione o addirittura che sei te stesso più che mai nel momento stesso in cui stai cambiando». Il testo include riferimenti a Frank Ocean, Vivienne Westwood, i LEGO e Kim Kardashian.

## Video musicale
Il video musicale, reso disponibile in concomitanza con l'uscita del brano, è stato diretto da Valentin Petit e prodotto da Division e vede come protagoniste Rosalía e un gruppo di motocicliste donne. Le riprese del video si sono interamente svolte nell'arco di tre giorni a fine giugno 2021 nella città ucraina di Kiev, concentrandosi principalmente presso il ponte Podil's'ko-Voskresens'kyi, la strada Naberežno-Chreščatyc'ka e uno studio di produzione limitrofo. La stazione di servizio che compare nel video è stata costruita attraverso la tecnica del chroma key, mentre gli abiti delle protagoniste del videoclip sono stati offerti dallo stilista francese Jean-Paul Gaultier. Il video presenta richiami con il film Spring Breakers - Una vacanza da sballo e la serie cinematografica di Street Fighter.
Il video si è aggiudicato il premio come miglior montaggio nell'ambito degli MTV Video Music Awards 2022.

## Tracce
Testi di Rosalía Vila Tobella, Juan Ivan Orengo e Urbani Mota Cedeño, musiche di Rosalía Vila Tobella, Juan Ivan Orengo, Urbani Mota Cedeño, Juan Luis Morera, David Rodríguez, Michael Uzowuru, Justin Quiles, Dylan Wiggins e Noah Goldstein.
1. Saoko – 2:17

## Formazione
Crediti adattati da Tidal.
- Rosalía Vila Tobella – voce, produzione, produzione vocale, cori, tamburi, pianoforte
- Noah Goldstein – produzione, tamburi.
- Dylan Wiggins – produzione, pianoforte
- David Rodríguez – registrazione
- Michael Uzowuru – produzione, basso, sintetizzatore
- Chris Gehringer – mastering
- Manny Marroquin – missaggio
- Anthony Vilchis, Zach Peraya, Jeremie Inhaber, Anthony Vilchis e Chris Gehringer – assistente all'ingegneria del suono

## Classifiche
| Classifica (2022) | Posizione massima |
| ----------------- | ----------------- |
| Paraguay          | 148               |
| Perù              | 78                |
| Portogallo        | 68                |
| Spagna            | 5                 |